# Luigi Zoni
Luigi Zoni (Sant'Antonio a Trebbia, 25 marzo 1892 – Grado, 23 settembre 1917) è stato un aviatore e militare italiano, appartenente alla Regia Marina fu insignito di tre medaglie d'argento al valor militare durante il corso della prima guerra mondiale. Rimase ucciso nel corso di un combattimento aereo contro l'asso austro-ungarico Frank Linke-Crawford.

## Biografia
Nacque il 25 marzo 1892 a Sant'Antonio a Trebbia, figlio di Cesare e di Angela Debé, Nel 1909 si arruolò nella Regia Marina, assegnato al Comparto Marittimo di La Spezia in qualità di mozzo, imbarcandosi sulla nave da battaglia Sicilia. Divenuto timoniere nel 1910, sottocapo timoniere nel 1913 e poi secondo capo timoniere nel 1915, si imbarcò successivamente sull'incrociatore protetto Puglia, e sull'avviso Staffetta.
Dopo l'entrata in guerra del Regno d'Italia, avvenuta il 24 maggio 1915, si imbarcò sulla nave appoggio idrovolanti Europa Appassionatosi al mondo dell'aviazione, nel corso del 1916 partecipò ad un concorso per 200 allievi piloti bandito Regia Marina, risultando uno dei vincitori. 
Inviato a Torino, dove si brevettò pilota, entrò in servizio nella 253ª Squadriglia idrovolanti di base a Grado, al comando del tenente di vascello Federico Martinengo. La squadriglia, posizionata a ridosso della linea del fronte eseguiva, oltre alle normali missioni di ricognizione e osservazione marittima, anche azioni di bombardamento, mitragliamento delle posizioni e delle truppe nemiche, battendosi con gli aviatori austriaci di stanza sulle basi vicino a Trieste.

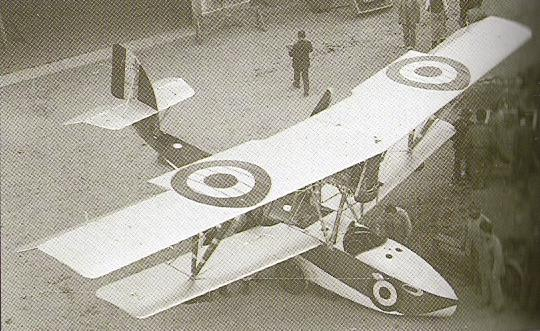
Un Macchi M.5 del tipo utilizzato da Zoni ripreso a terra.

Il 25 maggio 1917 il Macchi L.3 del 2° Capo timoniere Zoni e del Tenente osservatore Egidio Grego, impegnato nella scorta del Motoscafo armato silurante (MAS) del Tenente di vascello Luigi Rizzo (che il 10 giugno 1918 affonda su MAS 15 lo SMS Szent István), costringe ad ammarare un idro tipo A, che lo aveva attaccato a 7 miglia ad est di Muggia, nel porto di Trieste.
Il 23 settembre 1917, durante una missione di ricognizione sul mare d'Istria, il suo idrovolante Macchi M.5 fu intercettato ed abbattuto sul mare tra Punta Sdobba e Miramare (Trieste) da un caccia Albatros D.III (153.04) della FliK 41J pilotato da Frank Linke-Crawford, che con quella vittoria ottenne la qualifica di asso dell'aviazione. Il suo corpo non fu mai recuperato, e alla data della sua morte risultava insignito di tre medaglie d'argento al valor militare. Nel primo dopoguerra la Regia Marina gli intitolò l'idroscalo di Livorno, mentre la città di Piacenza, gli ha intitolato una via e un'aula al piano terra dell'Istituto Tecnico di via Cavour.

### Annotazioni
1. ↑  La coppia ebbe altri tre figli, Giovanni, Anna e Maria.
2. ↑  L'entrata in servizio della nave appoggio idrovolanti Europa nella Regia Marina avvenne il 6 ottobre 1915, e l'unità, di base a Brindisi, disponeva di dodici idrovolanti, otto dei quali pronti al volo.
3. ↑  La 253ª Squadriglia, era equipaggiata con un misto di idrovolanti FBA Type H, Macchi L.3 e Macchi M.5.
4. ↑  Frank Linke-Crawford, quarto nella lista degli assi austriaci con 27 vittorie aeree, fu a sua volta abbattuto il 30 luglio 1918, sopra Guia, una frazione di Valdobbiadene in provincia di Treviso, dal caporale Aldo Astolfi, rimanendo ucciso nell'azione.

### Fonti
1. 1 2 3  Filippo Lombardi, Piacentini in grigioverde, Marvia Editrice, Voghera, 2014.
2. 1 2 3  Mancini 1936, p. 618.
3. ↑  Fraschetti 1986, p. 73.
4. 1 2 3  Mattioli 2003, p. 20.
5. ↑  Gentilli, Varriale 1999, p. 369.
6. 1 2 3  Chant 2002, p. 63.
7. ↑  Chant 2002, p. 22.